# Groupe Ouest
Le Groupe Ouest est une résidence d'écriture cinématographique française, fondée en 2006 par Antoine Le Bos à Plounéour-Trez. La structure accompagne des scénaristes pour l'écriture d'un long-métrage.

## Histoire
La résidence d'écriture est fondée en 2006 dans une ancienne usine, à Plounéour-Trez dans le Finistère nord, par Antoine Le Bos.

## Activité
La structure accueille chaque année à Brignognan-Plages huit résidents qui effectuent trois séjours d’une semaine, étalés sur neuf mois.  Accompagnés par des consultants, ils travaillent collectivement à l'écriture de leur scénario,,. Elle a notamment accueilli Lukas Dhont et Houda Benyamina,.
La résidence travaille en partenariat avec TorinoFilmLab, en Italie, et le Cross Channel Film Lab, au Royaume-Uni.
Le Groupe Ouest bénéficie de financements privés (dont celui du Crédit agricole du Finistère) comme publics et fait partie du réseau « Less is More », soutenu par l’Union européenne, qui aide des films d'un budget inférieur à 500 000 euros.